# Apiro
Apiro – miejscowość i gmina we Włoszech, w regionie Marche, w prowincji Macerata.
Według danych na rok 2004 gminę zamieszkiwało 2431 osób, 45,9 os./km².